# Фатьянов, Михаил Иванович
Михаил Иванович Фатьянов (25 декабря 1917 — 7 февраля 1973, Мукачево, Закарпатская область, Украинская ССР, СССР) — участник Великой Отечественной войны, командир дивизиона 333-го артиллерийского полка (152-я стрелковая дивизия, 46-я армия, 3-й Украинский фронт), Герой Советского Союза, капитан.

## Биография
Родился 16 сентября 1911 года в селе Урынок Ливенского уезда Орловской губернии в крестьянской семье. После окончания 10 классов школы работал в колхозе.
В РККА с 1938 года. В 1940 году окончил Киевское артиллерийское училище. Участник Великой Отечественной войны с первых дней, командир артиллерийского взвода.
Командир дивизиона 333-го артиллерийского полка (152-я стрелковая дивизия, 46-я армия, 3-й Украинский фронт) капитан Фатьянов отличился при форсировании Днепра. 23 октября 1943 года во время переправы в районе села Диёвка, когда десантная лодка затонула, Фатьянов вплавь добрался до берега, где под огнём противника выдвинулся вперёд и корректировал огонь батарей полка. В дальнейшем дивизион под умелым руководством капитана Фатьянова внёс огромный вклад при удержании плацдарма, своим огнём уничтожив свыше двух десятков огневых точек и до сотни солдат и офицеров противника.
Указом Президиума Верховного Совета СССР от 1 ноября 1943 года, за мужество, отвагу и героизм, проявленные в борьбе с немецко-фашистскими захватчиками, капитану Фатьянову Михаилу Ивановичу присвоено звание Героя Советского Союза, с вручением ордена Ленина и медали «Золотая Звезда» (№ 1956).
После окончания Великой Отечественной войны продолжал службу в вооруженных силах. С 1958 года подполковник Фатьянов М. И. — в запасе. Жил и работал в городе Мукачево Закарпатской области (Украина).
Скончался Михаил Иванович 7 февраля 1973 года.

## Награды
- Герой Советского Союза;
- орден Ленина;
- орден Красного Знамени;
- орден Александра Невского;
- орден Отечественной войны I степени;
- орден Красной Звезды;
- медали, в том числе:
  - медаль «За победу над Германией в Великой Отечественной войне 1941—1945 гг.»;
  - юбилейная медаль «Двадцать лет Победы в Великой Отечественной войне 1941—1945 гг.».